# Кеплер Тата Григорівна
Тата Григорівна Кеплер (нар. 16 березня 1986) — українська громадська діячка, продюсерка, рестораторка, волонтерка.

## Життєпис
Тата Кеплер народилася 16 березня 1986 року. Раннє дитинство провела в Ізраїлі. Після повернення в Україну жила з матір'ю в Чернівцях. У 1993—2002 рр. навчалася й закінчила Чернівецьку школу № 41.
Після школи переїхала до Києва. Працювала у 2005—2010 роках копірайтеркою, продюсеркою. 2011 року, завдяки знайомству зі співвласником телерадіокомпанії «ТВА», була запрошена на посаду головного продюсера телеканалу і повернулась до Чернівців. 2013 року стала в. о. генерального директора ТОВ "ТРК «ТВА».
2014 року повернулась до Києва, працювала директоркою з розвитку та планування мережі кав'ярень Aroma Espresso Bar. З 2016 року очолила мережу «Близнюки Камікадзе», у складі якої найбільший бар України «БарменДиктат», а також заклади «Склад», «Верхній бар» та Solod Levantine Grill.
2014 року, після початку війни, долучилася до забезпечення військових медичною допомогою. Від початку повномасштабного російського вторгнення покинула місце роботи задля волонтерської діяльності. Для підтримки армії та населення на деокупованих і прифронтових територіях запустила рух «Птахи» в межах і за організаційної підтримки заснованого Людмилою та Андрієм Пишними Благодійного фонду «Відчуй». Задекларована Татою Кеплер та її однодумцями мета проєкту «Птахи» — «допомагати там, куди не доїжджають лікарі. Рятувати побратимів». Діяльність «Птахів» передбачає декілька напрямків: комплектація військової тактичної медицини; медична допомога і ліки для далеких сіл прифронтової території, сірих зон, деокупованих районів; закупівля шиферу й деревини для пошкоджених дахів у далеких селах.
Завдяки ініціативі Леоніда Остальцева і Тати Кеплер ЗСУ офіційно відмовилися від використання радянського формулювання «Евакуація 200» щодо транспортування тіл загиблих бійців. З літа 2022 року відповідні підрозділи називаються «На щиті».

## Нагороди
- Відзнака Президента України «Національна легенда України» (20 серпня 2022) — за визначні особисті заслуги у становленні незалежної України і зміцненні її державності, захисті Вітчизни та служінні Українському народові, вагомий внесок у розвиток національної освіти, мистецтва, спорту, охорони здоров'я, а також багаторічну плідну громадську діяльність[11][12]
- Відзнака Президента України «Золоте серце» (5 грудня 2023) — за вагомий особистий внесок у надання волонтерської допомоги та розвиток волонтерського руху, зокрема під час здійснення заходів із забезпечення оборони України, захисту безпеки населення та інтересів держави у зв'язку з військовою агресією Російської Федерації проти України та подолання її наслідків[13][14]